# Чириково (Саратовская область)
Чириково — село в Турковском районе Саратовской области. Входит в состав Бороно-Михайловского муниципального образования.

## География
Находится на правом берегу реки Хопёр примерно в 13 км к северу от районного центра, посёлка Турки.

## Население
| 2002 | 2010 |
| ---- | ---- |
| 102  | ↘78  |

## Уличная сеть
В селе две улицы: Советская и Центральная.

## Достопримечательность
В селе сохранилась каменная церковь с колокольней. Церковь была построена в 1843 году тщанием местного землевладельца князя Василия Васильевича Енгалычева и его супруги Евдокии Фёдоровны. Главный престол храма был освящён во имя иконы Казанской Божией Матери, имелся также отапливаемый придел преподобной мученицы Евдокии. Рядом с церковью впоследствии была возведена часовня-усыпальница Енгалычевых, освящённая во имя священномученика Василия Херсонского. Причт Казанского храма состоял из священника и псаломщика, живших в церковном и общественном домах соответственно. При советской власти храм был закрыт и подвергся разорению, но больших разрушений избежал. В 1990-е годы предпринималась попытка возродить и отреставрировать храм, однако из-за слишком немногочисленного прихода полноценная реконструкция так и не была проведена. В 2016 году началась реконструкция храма, по близости священнослужители ведут хозяйство. На данный момент место всячески облагораживается. 
Помимо храма определённый интерес представляет расположенный под холмом святой источник, над которым установлена часовня и в 2017 году отстроена заново купель.